# Wolfgang Lettl
Wolfgang Lettl (né en 1919 à Augsbourg et mort le 8 février 2008) est un peintre surréaliste allemand.